# الدوري الأوروغواياني لكرة القدم 2015–16
الدوري الأوروغواياني لكرة القدم 2015–16 (بالإسبانية: Campeonato Uruguayo de Primera División 2015-16)‏ هو الموسم 112 من Australia Cup (1962–1968) ‏. أقيم خلال الفترة 15 أغسطس 2015 وحتى 12 يونيو 2016، وأشرف على تنظيمه اتحاد أوروغواي لكرة القدم، وكان عدد الأندية المشاركة فيه 16، وفاز فيه بنيارول.